# 納瓦霍戈斯比爾米申 (亞利桑那州)
納瓦霍戈斯比爾米申（英語：Navajo Gospel Mission）是位於美國亞利桑那州納瓦霍縣的一個非建制地區。該地的面積和人口皆未知。

## 地理
納瓦霍戈斯比爾米申的座標為36°02′10″N 110°30′34″W / 36.03611°N 110.50944°W，而該地的平均海拔高度為1835米（即6020英尺）。